# Волосько-Балаклійська сільська рада
Воло́сько-Балаклі́йська сільська́ ра́да — адміністративно-територіальна одиниця та орган місцевого самоврядування підпорядкований Шевченківській селищній громаді, Куп'янського району, Харківської області. Адміністративний центр — село Волоська Балаклія.

## Загальні відомості
Волосько-Балаклійська сільська рада утворена в 1920 році.
- Територія ради: 60,93 км²
- Населення ради: 896 осіб (станом на 2001 рік)
- Територією ради протікає річка Волоська Балаклійка.

## Населені пункти
Сільській раді були підпорядковані населені пункти:
- с. Волоська Балаклія

## Склад ради
Станом на 2023 рік старостою села Волоська Балаклія є Павловська Ірина Анатоліївна.

### Керівний склад попередніх скликань
| Прізвище, ім'я, по батькові  | Основні відомості                                                 | Дата обрання | Дата звільнення |
| ---------------------------- | ----------------------------------------------------------------- | ------------ | --------------- |
| Бендюк Євгеній Олександрович | Сільський голова, 1960 року народження, освіта вища, безпартійний | 26.03.2006   | 31.10.2010      |
| Бендюк Євгеній Олександрович | Сільський голова, 1960 року народження, освіта вища, безпартійний | 31.10.2010   |                 |

Примітка: таблиця складена за даними сайту Верховної Ради України

### Депутати
За результатами місцевих виборів 2010 року депутатами ради стали:

#### За суб'єктами висування
| Суб'єкт висування                                       | Кількість обраних депутатів | %    |
| ------------------------------------------------------- | --------------------------- | ---- |
| Партія регіонів                                         | 8                           | 57,1 |
| Комуністична партія України                             | 2                           | 14,3 |
| Політична партія Всеукраїнське об'єднання «Батьківщина» | 2                           | 14,3 |
| Політична партія «Наша Україна»                         | 1                           | 7,1  |
| Самовисування                                           | 1                           | 7,1  |

#### За округами
| № округу                                                | Прізвище, ім'я, по батькові      | Дата визнання обраним | Освіта             | Партійна приналежність                        | Відомості про обраного депутата                                     |
| ------------------------------------------------------- | -------------------------------- | --------------------- | ------------------ | --------------------------------------------- | ------------------------------------------------------------------- |
| Комуністична партія України                             |                                  |                       |                    |                                               |                                                                     |
| 11                                                      | Нардєд Володимир Володимирович   | 04.11.2010            | середня            | член Комуністичної партії України             | тимчасово не працює                                                 |
| 14                                                      | Воробйов Анатолій Анатолійович   | 04.11.2010            | середня            | позапартійний                                 | тимчасово не працює                                                 |
| Партія регіонів                                         |                                  |                       |                    |                                               |                                                                     |
| 1                                                       | Павловський Микола Степанович    | 04.11.2010            | середня            | позапартійний                                 | приватний підприємець                                               |
| 2                                                       | Дроздік Тетяна Михайлівна        | 04.11.2010            | середня спеціальна | позапартійна                                  | Волоськобалаклійська школа, вчитель                                 |
| 3                                                       | Слєпченко Олена Іванівна         | 04.11.2010            | середня спеціальна | член Всеукраїнського об'єднання «Батьківщина» | Стаціонарне відділення територіального центру, заступ-ник директора |
| 5                                                       | Кривенький Олександр Васильович  | 04.11.2010            | середня            | член Партії регіонів                          | пенсіонер                                                           |
| 7                                                       | Вичугжанін Сергій Іванович       | 04.11.2010            | середня            | позапартійний                                 | тимчасово не працює                                                 |
| 8                                                       | Мартинюк Зоя Миколаївна          | 04.11.2010            | середня спеціальна | позапартійна                                  | пенсіонер                                                           |
| 9                                                       | Ковальов Володимир Олександрович | 04.11.2010            | середня спеціальна | позапартійний                                 | приватний підприємець                                               |
| 10                                                      | Мікішева Лілія Олександрівна     | 04.11.2010            | середня            | позапартійна                                  | приватний підприємець                                               |
| Політична партія Всеукраїнське об'єднання «Батьківщина» |                                  |                       |                    |                                               |                                                                     |
| 4                                                       | Кривоносова Ірина Анатоліївна    | 04.11.2010            | середня спеціальна | член Всеукраїнського об'єднання «Батьківщина» | Волоськобалаклійська СЛА, медич-на сестра                           |
| 6                                                       | Гладкий Микола Іванович          | 04.11.2010            | середня            | член Всеукраїнського об'єднання «Батьківщина» | тимчасово не працює                                                 |
| Політична партія «Наша Україна»                         |                                  |                       |                    |                                               |                                                                     |
| 12                                                      | Павловська Ірина Анатоліївна     | 04.11.2010            | середня спеціальна | член Політичної партії «Наша Україна»         | Волоськобалаклійська сільська рада, секретар                        |
| Самовисування                                           |                                  |                       |                    |                                               |                                                                     |
| 13                                                      | Богачов Андрій Леонідович        | 02.01.2011            | середня спеціальна | позапартійний                                 | тимчасово не працює                                                 |